# Municipio de Loudon (condado de Carroll)
El municipio de Loudon (en inglés: Loudon Township) es un municipio ubicado en el condado de Carroll en el estado estadounidense de Ohio. En el año 2010 tenía una población de 1009 habitantes y una densidad poblacional de 15,4 personas por km².

## Geografía
El municipio de Loudon se encuentra ubicado en las coordenadas 40°27′39″N 80°58′45″O / 40.46083, -80.97917. Según la Oficina del Censo de los Estados Unidos, el municipio tiene una superficie total de 65.51 km², de la cual 65,49 km² corresponden a tierra firme y (0,02 %) 0,02 km² es agua.

## Demografía
Según el censo de 2010, había 1009 personas residiendo en el municipio de Loudon. La densidad de población era de 15,4 hab./km². De los 1009 habitantes, el municipio de Loudon estaba compuesto por el 98,61 % blancos, el 0,1 % eran afroamericanos, el 0,2 % eran amerindios y el 1,09 % eran de una mezcla de razas. Del total de la población el 0,59 % eran hispanos o latinos de cualquier raza.